# Paris Jefferson
Paris Jefferson (6 de março de 1970) é uma atriz inglesa, mais conhecida por seu papel como Athena na série de TV Xena: Warrior Princess.

## Biografia

### Vida Pessoal
Paris nasceu em Londres, mas ainda jovem se mudou para Austrália com sua família, porém, sempre foi fiel a sua nacionalidade. Sua mãe e sua avó eram bailarinas, assim, Paris passou a infância em um ambiente teatral e musical. Também desde jovem vem exercendo um hobbye como escritora, e também como fotógrafa.Citações
```
Paris tocou no palco e na tela em diversos papéis, incluindo Janis Joplin e Anna Karenina. Em 2018, ela ganhou o prêmio de Melhor Atriz no British Independent Film Festival por seu papel na Sunset Contract.
Paris também é fotógrafo.
```

- "É tão importante pra mim como viver" (sobre o Greenpeace)

## Filmografia

### Atriz
- The Diamond of Jeru (2001)
- Xena: Warrior Princess (2000)
- A Will of Their Own (1998)
- Blink (1998)
- Crown Prosecutor (1995)
- Poirot (1995)
- Savage Play (1995)
- Royce (1994)
- In Suspicious Circunstances (1994)
- The Case-Book of Sherlock Holmes (1993)
- The Runner (1992)
- Riviera (1991)
- Bejewelled (1991)
- The Strauss Dynasty (1991)
- Not a Penny More, Not a Penny Less (1990)
- Day of the Panther (1988)
- Strike of the Panther (1988)
- Dangerous Game (1987)

### Arquivo Fotográfico
- Xena: Warrior Princess (2001)